# Pardinilla
Pardinilla (Pardiniella en aragonés) es una localidad española perteneciente al municipio de Sabiñánigo, en el Alto Gállego, provincia de Huesca, Aragón.
| 25         | 25 | 28 |
| (Fuente: ) |    |    |

## Historia
Se puede destacar su iglesia parroquial, no solo por su antigüedad (está realizada en los siglos XVI y XVII) sino también porque presenta una estructura de dos naves separadas por arcos de medio punto con capillas en vez de nave única cerrada por ábside como otros templos de localidades cercanas. Se completa con una torre situada a los pies.